# 중앙대학교광명병원
중앙대학교광명병원(中央大學校光明病院, Chung-Ang University Gwangmyeong Hospital)은 경기도 광명시 일직동에 있는 중앙대학교 의과대학 부속병원이다.
수도권 서남부 최대 규모의 대학병원으로, 암병원, 심장뇌혈관병원, 소화기센터, 호흡기알레르기센터, 척추센터, 관절센터로 이뤄진 6개의 중증전문클러스터와 30개의 진료과를 운영한다.

## 역사
2017년 8월 23일, 중앙대학교병원이 광명시 시책사업인 ‘광명의료복합클러스터’ 조성사업에 종합병원 운영 사업자로 선정되며 건립이 확정되었다.
2022년 3월 21일에 개원하여 진료를 시작하였고, 개원식은 2022년 6월 30일 진행되었다. 중앙대광명병원은 AI, 빅데이터 등 ICT 기술을 활용한 ‘초연결(Hyper-Connectivity)’을 통해 스마트병원의 패러다임을 선도해 나가겠다는 방침을 개원식에서 발표하였다.

## 같이 보기
- 중앙대학교
- 중앙대학교의료원
- 중앙대학교병원